# Elasund – Die erste Stadt
Elasund oder Elasund – Die erste Stadt ist ein Brettspiel von Klaus Teuber. Die Illustrationen stammen von Tanja Donner. Das Ziel des Spiels ist es, eine Stadt aufzubauen und dabei als Erster zehn Siegpunkte zu erreichen.

## Das Spiel
Das Spiel symbolisiert den Aufbau und das Leben in der ersten Stadt der Insel Catan. Nach und nach werden Häuser errichtet, eine Stadtmauer und auch gemeinsam eine Kirche erbaut. Mit zunehmender Spieldauer treten die Mitspieler in Konkurrenz und versuchen, sich Bauvorhaben wegzunehmen und zu behindern.

### Spielvorbereitung
| Spielmaterial Elasund – Die erste Stadt |
| --- |
| - 1 Spielplan - 40 Siegpunktesteine - 4 Zählsteine - 2 Würfel - 1 Schiff - 9 Kirchenplättchen - 36 Stadtmauernteile - 37 Gebäude - 51 Goldkarten - 39 Machtkarten - 2 Stadttore - 4 Spielerübersichtskarten - 20 Baubriefe - 1 Spielanleitung |

Es werden die Stadttorplättchen in Abhängigkeit von der Zahl der Mitspieler auf die dafür vorgesehenen Flächen der Stadtmauer gelegt. Anschließend wählt jeder Spieler eine Spielfarbe. Es gibt zu jeder Farbe dazugehörige Siegpunktsteine und Stadtmauernteile sowie 2 Arbeiterhütten die vorab auf dem Spielfeld platziert werden. Jeder Spieler erhält ferner je fünf Baubriefe und einen Zählstein um die Handelspunkte zu markieren. Die übrigen Gebäudekärtchen und die Kirchenkärtchen werden auf ihre entsprechenden Plätze auf dem Spielplan abgelegt. Die Machtkarten werden gemischt und verdeckt abgelegt; die Goldkarten wiederum offen abgelegt. Das Startkapital jedes Mitspielers beträgt eine Machtkarte und drei Goldkarten.

### Spielverlauf
Der Spieler mit dem höchsten Würfelwurf beginnt mit seinem Zug. Ein Spielzug besteht aus mehreren Aktionen:
- 1. Würfeln. Das Schiff wird der Augenzahl entsprechend auf eine Reihe des rasterartigen Spielplans gestellt. Wenn ein Spieler in dieser Reihe ein Gebäude besitzt, bekommt er entsprechend der Art des Gebäudes eine Gold- oder eine Machtkarte. Wird eine Sieben gewürfelt, treten die Seeräuber ins Spiel. Dabei kann man Gold und Macht verlieren, aber auch gewinnen.
- 2. Bauen. Der Spieler, der am Zug ist, darf nun bauen. Man kann Gebäude, einen Teil der Kirche oder einen Teil der Stadtmauer bauen, vorausgesetzt man hat Gold und ggf. eine Baugenehmigung (Baubrief).
- 3. Baubrief einsetzen. Diese werden in die durch das Schiff bestimmte Reihe gelegt. Damit wird die Voraussetzung geschaffen, in späteren Runden Gebäude bauen zu können. Mit dem Einsatz von Machtkarten, darf man die Baubriefe auch an taktisch günstiger Stelle einsetzen. Je nach Größe der Gebäude werden dazu ein bis drei Baubriefe benötigt, wobei auch Baubriefe der Mitspieler mit benutzt werden dürfen wenn die eigenen die höhere Wertigkeit haben. Der Einsatz von Baubriefen kostet 0 bis 4 Gold, die Höhe bestimmt die Wertigkeit. Wer auf das Einsetzen eines Baubriefs verzichtet erhält dafür 2 Gold.
- 4. Machtkarten spielen. Damit hat man die Möglichkeit zusätzliches Gold zu erhalten, Baubriefe aufzuwerten oder zu versetzen wenn die Gefahr besteht, dass diese von den Mitspielern benutzt werden.

Das Errichten von Gebäuden bringt Spielvorteile (Gold oder Machtkarten) und/oder Siegpunkte. Zudem kann man mit größeren Gebäuden kleinere Gebäude überbauen. Siegpunkte können ferner für den Bau von Wachtürmen, Kirchenteilen und Gebäuden auf Feldern mit Handelspunkten erhalten werden. Wer zuerst 10 Siegpunkte besitzt, hat gewonnen.

## Entwicklung und Rezeption
Elasund ist das zweite Spiel der Reihe Abenteuer Catan – nach Candamir – Die ersten Siedler. Klaus Teuber hat diese Spiele thematisch im Umfeld seines Spiele-Klassikers Die Siedler von Catan angesiedelt. Es sind jedoch eigenständige Spiele, bei denen Taktik und Strategie im Vordergrund stehen. Der Aufbau und Ablauf unterscheidet sich völlig vom ursprünglichen Spiel Siedler von Catan. Der Name geht zurück auf den Namen der Stadt, von der die Siedler des Romans Die Siedler von Catan von Rebecca Gablé nach Catan aufbrachen. Ursprünglich wollte Klaus Teuber mit dem Spiel das Catan-Kartenspiel für 3 und 4 Spieler spielbar machen. Im Laufe der Entwicklung entstand dann aber ein eigenständiges Spiel, was dann auch durch die anders gestalteten Gebäude ausgedrückt wurde.
Das Spiel erschien 2005 bei Kosmos in einer deutschen Version und wurde im gleichen Jahr von Tactic in einer Version auf Dänisch, Finnisch, Norwegisch und Schwedisch sowie von Mayfair Games in einer englischen Version für den amerikanischen Markt veröffentlicht, 2006 folgte eine Auflage von Filosofia Éditions auf Französisch. Zusätzlich zu den dem Spiel beiliegenden Gebäudeplättchen hat Klaus Teuber auf seiner Homepage 4 weitere Gebäude, eine Burg und eine Kaserne für 2x3 und zwei Lager für 3x1 Planquadrate zum Download angeboten. Zeitgleich mit dem Erscheinen wurde auch die Möglichkeit angeboten, Elasund in der Catan Online Welt zu spielen. Bei der Neugestaltung der Catan Online Welt Anfang 2007 wurden die Gebäude der Oberwelt im Stile der Elasund-Häuser gestaltet.
Das Spiel erreichte 2016 den 6. Platz beim Deutschen Spielepreis und wurde für den schwedischen Spielepreis Årets Spill als bestes Familienspiel nominiert. In der Spielezeitschrift spielbox wurde es von Erwin Ruschitzka mit 9 von 10 Punkten bewertet und als „wirklich rund“ bezeichnet. Zugleich verglich er es mit Candamir, dem er einen „bescheidenen Erfolg“ attestierte, und bescheinigte Teuber für Candamir: „Doch Deutschlands bekanntester Spieleautor kann es besser“.